# Grand Maître (film, 1972)
Pour plus de détails, voir Fiche technique et Distribution.
Grossmeïster (Гроссмейстер) est un film soviétique réalisé par Sergueï Mikaelian, sorti en 1972,.

## Fiche technique
- Titre : Grossmeïster
- Réalisation : Sergueï Mikaelian
- Scénario : Leonid Zorine
- Photographie : Evgueni Mezentsev
- Musique : Veniamin Basner
- Décors : Boris Burmistrov
- Son : Bettie Livschits
- Format : couleur - mono
- Production : Lenfilm
- Durée : 93 minutes
- Pays : URSS
- Sortie : 13 août 1973

## Distribution
- Andreï Miagkov : Sergueï Khlebnikov, grand maître
- Viktor Kortchnoï : Victor, entraîneur de Khlebnikov
- Larissa Malevannaïa : Elena, épouse de Khlebnikov
- Emmanuil Vitorgan : Guéna Orlov
- Mikhaïl Kozakov : Vladimir
- Lioudmila Kassatkina : mère de Sergueï
- Anatoli Solonitsyne : père de Sergueï
- Efim Kopelian : Pavel Maksimovich, enseignant
- Vladimir Tatossov : Sergueï Alexandrovitch, organisateur
- Piotr Chelokhonov : beau-père du grand maître Khlebnikov
- Roman Filippov : fan d'échecs
- Mikhaïl Tal : caméo
- Youri Averbakh : caméo
- Mark Taïmanov : caméo
- Alexandre Kotov : caméo
- Paul Keres : caméo
- Mikaël Tariverdiev : caméo